# Astochia ceylonicus
Astochia ceylonicus là một loài ruồi trong họ Asilidae. Astochia ceylonicus được Ricardo miêu tả năm 1919. Loài này phân bố ở miền Ấn Độ - Mã Lai.